# Wilhelm von Wertheim
Wilhelm Graf von Wertheim († 11. August 1490) war Domherr und Generalvikar in Köln.
Seit 1461 Domherr in Köln, wurde Wilhelm von Wertheim in den folgenden Jahren auch noch Domherr in Trier und Mainz. Seit 1477 Subdekan des Kölner Domkapitels, wo er sich womöglich die meiste Zeit aufhielt, fungierte er von 1483 bis 1488 als einer der wenigen adligen Generalvikare des Erzbischofs von Köln.